# Liste der denkmalgeschützten Objekte in Bad Tatzmannsdorf
Die Liste der denkmalgeschützten Objekte in Bad Tatzmannsdorf enthält die 12 denkmalgeschützten, unbeweglichen Objekte der Gemeinde Bad Tatzmannsdorf.

## Denkmäler
| Foto |                 | Denkmal | Standort                                                                               | Beschreibung | Metadaten |
| ---- | --------------- | --- | -------------------------------------------------------------------------------------- | --- | --- |
| ja   | Datei hochladen | Quellenhof HERIS-ID: 247518seit 2024                                                                                | Am Kurplatz 5 Standort KG: Bad Tatzmannsdorf                                           | | BDA-Hist.: Q85684883 Status: Bescheid Stand der BDA-Liste: 2025-06-30 Name: Quellenhof GstNr.: 21 Kurmuseum Bad Tatzmannsdorf                                                                                  |
| ja   | Datei hochladen | Anlage Kath. Pfarrkirche hl. Johannes der Täufer mit Glockenträger und Kreuzigungsskulptur HERIS-ID: 47096seit 2022 | Kirchenstraße 15 Standort KG: Bad Tatzmannsdorf                                        | Die Kirche wurde 1968 von Friedrich Mostböck errichtet. Neben der Kirche befindet sich eine Kreuzigungsskulptur und ein freistehender Glockenträger. | BDA-Hist.: Q23541608 Status: Bescheid Stand der BDA-Liste: 2025-06-30 Name: Anlage Kath. Pfarrkirche hl. Johannes der Täufer mit Glockenträger und Kreuzigungsskulptur GstNr.: 1 Pfarrkirche Bad Tatzmannsdorf |
| ja   | Datei hochladen | Evang. Pfarrkirche A.B., Friedenskirche HERIS-ID: 47095seit 2022                                                    | Kirchenstraße 19 Standort KG: Bad Tatzmannsdorf                                        | Die Kirche wurde 1968 von Charlotte und Karl Pfeiler erbaut. | BDA-Hist.: Q94947366 Status: Bescheid Stand der BDA-Liste: 2025-06-30 Name: Evang. Pfarrkirche A.B., Friedenskirche GstNr.: 11/2 Evangelische Friedenskirche, Bad Tatzmannsdorf                                |
| ja   | Datei hochladen | Figurengruppe des Nymphenbrunnens HERIS-ID: 11931seit 2024                                                          | Am Kurpark 2a Standort KG: Jormannsdorf                                                | Der Nymphenbrunnen ist das Wahrzeichen des Kurortes Bad Tatzmannsdorf, er gilt als Symbol für Jugend und Gesundheit. Der Zinkguss stammt von Karl Sterrer. | BDA-Hist.: Q126122306 Status: Bescheid Stand der BDA-Liste: 2025-06-30 Name: Figurengruppe des Nymphenbrunnens GstNr.: 236/1, 242                                                                              |
| ja   | Datei hochladen | Schloss Jormannsdorf HERIS-ID: 11933 Objekt-ID: 8062                                                                | Jormannsdorf 1 Standort KG: Jormannsdorf                                               | Der einfache zweigeschoßige Bau mit zwei Flügeln, Laubengang im Untergeschoß und einer toskanischen Säulenreihe wurde von den Freiherrn von Königsberg im Renaissancestil errichtet. 1591 erstmals erwähnt, ab 1644 im Besitz der Familie Batthyány. In der Zwischenkriegszeit war hier eine Bauernschule, ab 1956/57 Schlosshotel und Restaurant. 1987 wurde das Schloss von der Kurbad Tatzmannsdorf AG erworben, revitalisiert und seit 2003 als Gesundheitsakademie des BFI Burgenland genutzt. | BDA-Hist.: Q1290454 Status: Bescheid Stand der BDA-Liste: 2025-06-30 Name: Schloss Jormannsdorf GstNr.: 89 Schloss Jormannsdorf                                                                                |
| ja   | Datei hochladen | Scheune HERIS-ID: 12549 Objekt-ID: 8693                                                                             | Josef Hölzel-Allee 1 Standort KG: Jormannsdorf                                         | steht im Freilichtmuseum Bad Tatzmannsdorf | BDA-Hist.: Q38133146 Status: Bescheid Stand der BDA-Liste: 2025-06-30 Name: Scheune GstNr.: 279 Freilichtmuseum Bad Tatzmannsdorf                                                                              |
| ja   | Datei hochladen | Kitting HERIS-ID: 11929 Objekt-ID: 8058                                                                             | Josef Hölzel-Allee 1 Standort KG: Jormannsdorf                                         | Der Kitting stammt aus Oberwart und wurde im 1. Viertel des 19. Jahrhunderts gebaut (bez. 1820). Es handelt sich um einen spitztonnengewölbten Blockbauspeicher mit einem lose aufgesetzten strohgedeckten Schopfwalmdach, das bei Brandgefahr abgeworfen werden kann. Der Kitting steht im Freilichtmuseum Bad Tatzmannsdorf. | BDA-Hist.: Q38117217 Status: Bescheid Stand der BDA-Liste: 2025-06-30 Name: Kitting GstNr.: 279 Freilichtmuseum Bad Tatzmannsdorf                                                                              |
| ja   | Datei hochladen | Freilichtmuseum mit 23 Objekten HERIS-ID: 47176 Objekt-ID: 49840                                                    | Josef Hölzel-Allee 1 Standort KG: Jormannsdorf                                         | Das Freilichtmuseum versammelt regionale Holzbauten aus dem 18. und 19. Jahrhundert, die an ihren ursprünglichen Standorten abgetragen wurden. Anmerkung: teilweise auf dem Gemeindegebiet von Oberschützen | BDA-Hist.: Q1261018 Status: Bescheid Stand der BDA-Liste: 2025-06-30 Name: Freilichtmuseum mit 23 Objekten GstNr.: 279 Freilichtmuseum Bad Tatzmannsdorf                                                       |
| ja   | Datei hochladen | Kath. Filialkirche hl. Anna HERIS-ID: 11932 Objekt-ID: 8061                                                         | Jormannsdorf, neben Nr. 29 Standort KG: Jormannsdorf                                   | Typische burgenländische Dorfkirche aus dem 14. Jahrhundert, 1628 Erweiterung und Einwölbung, 1648 Einbau der Westempore und Errichtung des steinernen Fassadenturms. | BDA-Hist.: Q38117309 Status: § 2a Stand der BDA-Liste: 2025-06-30 Name: Kath. Filialkirche hl. Anna GstNr.: 1/1 Kath. Filialkirche hl. Anna (Jormannsdorf)                                                     |
| ja   | Datei hochladen | Bildstock hl. Josef HERIS-ID: 11935 Objekt-ID: 8064                                                                 | Jormannsdorf, gegenüber Nr. 132 Standort KG: Jormannsdorf                              | Barocker Bildstock (Hl. Josef ?) Mitte 18. Jh. | BDA-Hist.: Q38117338 Status: § 2a Stand der BDA-Liste: 2025-06-30 Name: Bildstock hl. Josef GstNr.: 299/28 Bildstock hl. Josef Jormannsdorf                                                                    |
| ja   | Datei hochladen | Friedhof HERIS-ID: 11936 Objekt-ID: 8065                                                                            | Standort KG: Jormannsdorf                                                              | Am Friedhof steht das Mausoleum von Graf Franz Batthyány (1804–1869), Herr zu Jormannsdorf und Neumarkt an der Raab und Besitzer des Bades Tatzmannsdorf; Gräfin Maria, geb. Edle von Eisenbach (1806–1855) und deren Kindern Comtesse Anna Franziska (1837–1840) und Graf Andreas (1840–1841). | BDA-Hist.: Q38117349 Status: § 2a Stand der BDA-Liste: 2025-06-30 Name: Friedhof GstNr.: 37 Friedhof Jormannsdorf                                                                                              |
| ja   | Datei hochladen | Bildstock HERIS-ID: 11937 Objekt-ID: 8066                                                                           | Jormannsdorf, Gabelung Sulzriegel/Bernsteinweg (bei Nr. 120) Standort KG: Jormannsdorf | Inschrift: Durch Gottes Fügung hat General Stefan V Szmrecsany am 14. Juli 1917 hier seine Seele ausgehaucht. Betet für ihn ein Vater Unser und Ave Maria. | BDA-Hist.: Q38117385 Status: § 2a Stand der BDA-Liste: 2025-06-30 Name: Bildstock GstNr.: 893/33 Szmrecsányi-Bildstock                                                                                         |